# Magasin (lager)
 For alternative betydninger, se Magasin. (Se også artikler, som begynder med Magasin)
Lager (eller magasin) er dels betegnelse for et opbevaringssted for vare, dels for de varer som opbevares. Disse varer benævnes derfor undertiden lagervarer i modsætning til varer, som vel er indkøbte eller bestilte, men endnu ikke er leverede til vedkommende lager-indehaver.